# Wilhelm Groener

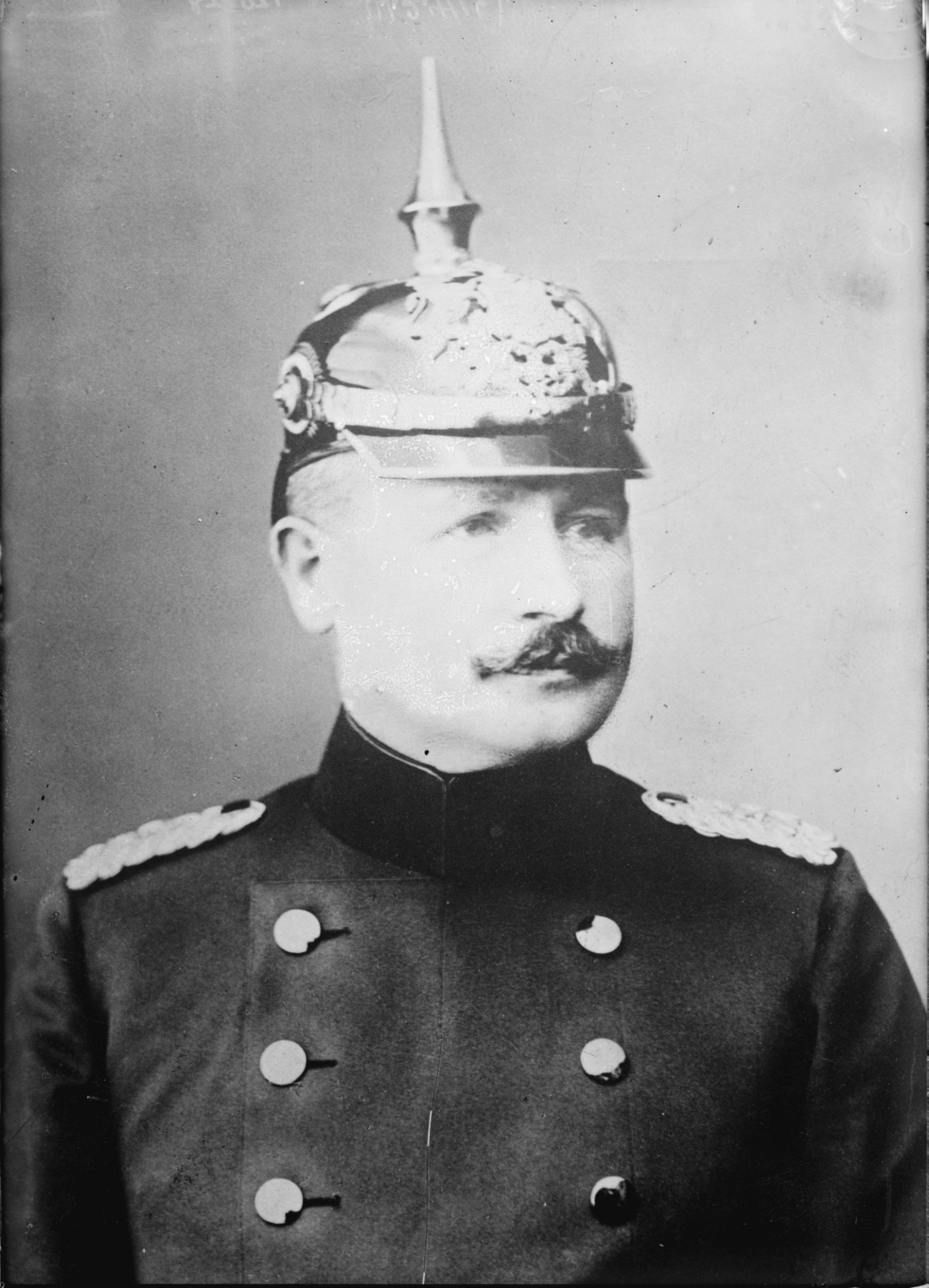
Wilhelm Groener

Wilhelm Groener, född 22 november 1867 i Ludwigsburg, Württemberg, död 3 maj 1939 i Potsdam, var en tysk militär och politiker. Han tog över som befälhavare för de tyska styrkorna på västfronten under den avslutande delen av första världskriget.
Groener blev 1886 officer vid infanteriregementet i Württemberg samt befordrades därefter huvudsakligen inom infanteriet och generalstaben. Vid krigsutbrottet 1914 var han chef för fältjärnvägsväsendet och handhade som sådan järnvägstransporterna under mobiliseringen, den strategiska uppmarschen och operationerna under krigets inledande skede. Samma år blev han överste vid generalstaben. Som ett erkännande av hans stora förtjänster vid utövandet av nämnda befattning befordrades han redan i juni 1915 till generalmajor. 1916 blev han chef för det nyskapade "Kriegsernährungsamt" och 1917 först chef för 33:e infanteridivisionen och sedan som generallöjtnant, chef för 25:e reservkåren, på västfronten. 
I februari 1918 förflyttades han som chef för 1:a armékåren till Ukraina, och i mars samma år blev han generalstabschef vid armégruppen Eichhorn. I slutet av oktober efterträdde han general Ludendorff som förste generalkvartermästare i högsta krigsledningen och ledde som sådan tyska arméns återtransport från Frankrike. Han behöll sitt ämbete även efter revolutionen vid krigsslutet i november. Efter att en kort tid ha varit kommendant i Kolberg avgick han ur tjänst i december 1919. Under åren 1920–1923 var han kommunikationsminister och 1928–1932 var han försvarsminister. Mellan oktober 1931 och maj 1932 var han inrikesminister och föredrog förbjudandet av nazisternas SA-trupper.
Groener gav ut Der Weltkrieg und seine Probleme (1920), Das Testament des Grafen Schlieffen (1927) samt Der Feldherr wider Willen (1930).